# Acanthemblemaria mangognatha
Acanthemblemaria mangognatha es una especie de pez del género Acanthemblemaria, familia Chaenopsidae. Fue descrita científicamente por Hastings & Robertson en 1999.
Se distribuye por el Pacífico Centro-Oriental: endémica de las islas Revillagigedo, México. La longitud estándar (SL) es de 3,1 centímetros. Habita en arrecifes. Puede alcanzar los 31 metros de profundidad.
Está clasificada como una especie marina inofensiva para el ser humano.